# Dolocucullia
Dolocucullia là một chi bướm đêm thuộc họ Noctuidae.

## Loài
- Dolocucullia dentilinea (Smith, 1899)
- Dolocucullia minor (Barnes & McDunnough, 1913)